# 王渙 (漢朝)
王渙（1世纪—105年），字稚子，广汉郡郪县（今四川省中江县东南）人，东汉政治人物。

## 生平
父亲王顺，安定郡太守。王涣年轻时好侠，崇尚气力，多次和剽轻少年交往。后来改变操行，学习儒学，修习《尚书》，读律令，大致把握其中大意。后来担任太守陈宠功曹，敢于决断，不避豪强。陈宠入朝为大司农。汉和帝问：“在郡用什么方法治理？”陈宠顿首辞谢：“臣属下功曹王涣选用贤能之人，主簿镡显查缺补漏，臣只是奉宣诏书而已。”汉和帝大悦，王涣从此显名。
州举王涣为茂才，转任温令。县内多奸猾之人，积以为患。王涣将他们消灭。境内平静，商人可以在路上露宿。有放牛的人，经常说将牛交给王涣，始终没有侵犯之事。在温县三年，转任兖州刺史，依法治理部郡，风威大得推行。后因为考问妖言不实被判罪。一年后，征拜为侍御史。
永元十五年（103年），从皇帝南巡，还为洛阳县令。王涣平正，在任不避豪强，革除弊政，宽猛相济，政绩显著。王涣能够断多年冤狱，京师称叹，以为王涣有神算。元兴元年（105年），王涣病卒。百姓无不叹息。男女老壮上千人前往致奠。
王涣灵柩西归，经过弘农郡，庶民在路边祭奠。他们说平常去洛阳，米粮常常被官兵抢夺。王涣在任時不再被抢，故来报恩。百姓在安阳亭西立祠。
永初二年（108年），邓太后下诏表彰洛阳令王涣，认为他相当于汉宣帝时的大司农朱邑、右扶风尹翁归，为之立祠。以王涣子王石为郎中。延熹年间，汉桓帝事奉黄老，毁去祠堂祭祀，只留下密县太傅卓茂庙、洛阳王涣祠。

## 延伸阅读
[在维基数据编辑]
 《後漢書/卷76》，出自范晔《後漢書》
 《東觀漢記》